# ميسيل سيرا
ميسيل سيرا هو مجذف كوبي، ولد في 2 أكتوبر 1951.

## وصلات خارجية
- ميسيل سيرا على موقع الاتحاد الدولي للتجديف (الإنجليزية)
- ميسيل سيرا على موقع أوليمبيديا (الإنجليزية)